# Furilazole
Le furilazole  est un phytoprotecteur utilisé en combinaison avec l'herbicide acétochlore sur les cultures céréalières.